# Інституція культури
Інституція культури, також організація культури, установа культури,  заклад культури є організацією, в рамках культури / субкультури, яка працює для збереження або розвитку культури. Термін використовується в особливості громадськими і благодійними організаціями, але діапазон його сенсу може бути дуже широким. Прикладами інституцій культури в сучасному суспільстві є музеї, бібліотеки, архіви, церкви, художні галереї.

## Правове визначення в Україні
Культурна інституція — установа, організація або заклад (музей, фонд, артцентр, галерея, профільний науковий інститут, заклад освіти, громадська організація тощо), а також суб'єкт приватного права, що виконує важливі для суспільства функції та/або представляє інтереси фахової спільноти у сфері культури і мистецтва.
В Україні культурні інституції, які працюють у сфері сучасного мистецтва, мають право подавати заявки для включення своїх представників до Експертної ради Міністерства культури України з питань сучасного мистецтва], а також 
надавати рекомендаційні листи кандидатам до складу цієї Експертної ради.